# Dunsterforce

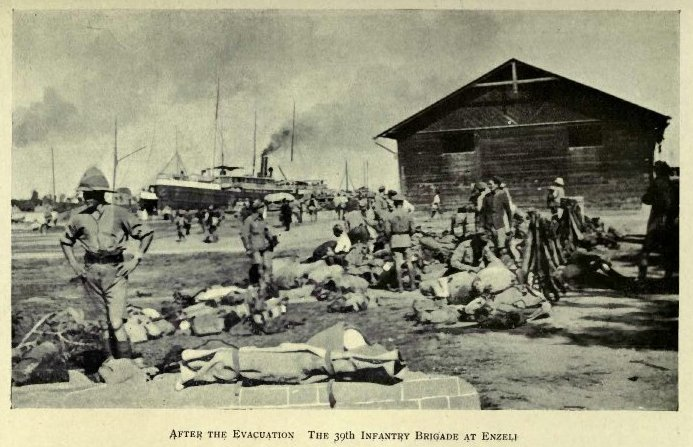
A 39. Dandár evakuálása után

A Dunsterforce egy dandár erejű szövetséges egység neve volt, mely alatt az általuk végrehajtott katonai feladatot is lehet érteni. Felállítására 1917-ben kerül sor ausztrál, brit, kanadai és új-zélandi katonákból és létszáma ezer fő körül mozgott. Létrehozását az első világháború végét lezáró hatalmi törekvések és az oroszországi polgárháború indokolta elsődlegesen a transzkaukázusi térségben kitermelt olajért folyó brit gazdasági érdekek megvalósítása érdekében.

## A létrehozás körülményei
A Dunsterforce dandár erejű szövetséges elit egységet 1917-ben állították fel. Ausztrál, brit, kanadai és új-zélandi katonákból szerveződött és létszáma ezer fő körül mozgott, akiket egyébként a mezopotámiai hadjáratból és a nyugat-európai frontról csoportosítottak át. A jól felszerelt gépesített alakulatokat, páncélozott járműveikkel együtt áthelyezték, ami több száz kilométeres út megtételét jelentette számukra Iránon keresztül. A katonai misszió nevét az alakulat parancsnokáról Lionel Dunsterville vezérőrnagyról kapta.
A feladatuk az volt, hogy megakadályozzák az oroszok felett sorozatos győzelmeket arató német-török csapatok esetleges előrenyomulását India irányába, valamint hogy tért nyerjenek a transzkaukázusi térségben, a függetlenségi törekvésükért küzdő nemzetekkel együttműködve, egyben e törekvéseiket brit érdekeknek megfelelő mederben tartva. A térségben kitermelt olaj nagyságrendje fontos célponttá tette Bakut és felkeltette a németek és az antant érdeklődését is.
A hadművelet már elindításakor késedelmet szenvedett a Bandar-e Anzali körül felbukkanó 3000 fős orosz forradalmi bolsevik csapatok miatt. A tervezett célt (Bakut) hajókon közelítették meg át a Kaszpi-tengeren keresztül.
A fölényben lévő török csapatok kitartottak a végsőkig és brutális ostrom zajlott egészen 1918 szeptemberéig, amikor a brit csapatok véglegesen visszavonásra kerültek. Azt lehetett antant részről elkönyvelni eredményként, hogy közreműködtek a rövid ideig fennálló Azerbajdzsáni Demokratikus Köztársaság létrehozásában.

## Alárendelt alegységei
A Brit „Dunsterforce” Egység magában foglalta a 39. Dandárt a 13. Nyugati Hadosztály kötelékéből. Az egység 1918. július 1-jén parancsot kapott, hogy csatlakozzon az Észak Perzsiai Erőkhöz és váljon külön a hadosztálytól. A dandár csapattestei július 10. és augusztus 19. között váltak le és a dandárparancsnokság augusztus 24-én megérkezett Bakuba.
39. Dandár
9. Zászlóalj, Királyi Warwickshire Ezred.
7. Zászlóalj. Gloucestershire Ezred.
9. Zászlóalj, Worcestershire Ezred.
7. Zászlóalj, Észak Staffordshire Ezred.
39. Géppuskás Század.
39. Ellátó és Szállító Oszlop.
39. Tábori Tüzér Üteg.

## Tevékenységük szovjet mérlege
Szovjet történészek véleménye az volt, hogy a „Dunsterforce” hangoztatott célja a Brit Indiai érdekek védelme csak álarc volt és a Kaukázus térségének britek által garantált biztonságát akarták megvalósítani. Az antant erő ehhez elkövetett mindent, kollaborált az ellenforradalmi erőkkel és a szovjethatalom bukásán munkálkodott.
Valószínűleg egyet akartak csak, hogy Bakunak és a környező olajban gazdag vidéknek megszerezzék a felügyeletét. Vaszilij Mitrohin orosz történész odáig ment, hogy azt állította Dunsterville tábornok negyven teherautónyi arannyal és ezüsttel megrakott Forddal fizetett a misszió sikeréért.

## Fordítás
- Ez a szócikk részben vagy egészben  a   Dunsterforce című angol Wikipédia-szócikk ezen változatának fordításán alapul.  Az eredeti cikk szerkesztőit annak laptörténete sorolja fel. Ez a jelzés csupán a megfogalmazás eredetét és a szerzői jogokat jelzi, nem szolgál a cikkben szereplő információk forrásmegjelöléseként.